# District de Yanatile
Le district de Yanatile est un district du Pérou. C’est un des huit de la province de Calca dans le département de Cuzco. Officiellement, ce district a été créé le 18 mai 1982 (loi  Nº 23383) par le gouvernement du président Fernando Belaúnde Terry.
Étymologiquement le nom de Yanatile vient du mot quechua « Yana » qui signifie « Noir » et « Ttili » qui signifie « dense, épais » comme les caractéristiques de la rivière qui baigne les rives de la vallée et que les ancêtres appelaient « Yana-ttili.
Les habitants du district sont principalement des citoyens autochtones d’origine quechua. Le quechua est la langue que la majorité de la population (69,84%) a appris à parler dans l’enfance, 28,33% des résidents ont commencé à parler en utilisant la langue espagnole (recensement du Pérou de 2007).
Le district est traversé par les routes CU-104 et CU-105.